# Potok Wielki (województwo świętokrzyskie)
Potok Wielki – wieś w Polsce, położona w województwie świętokrzyskim, w powiecie jędrzejowskim, w gminie Jędrzejów.
W latach 1975–1998 miejscowość położona była w województwie kieleckim.
We wsi znajduje się szkoła podstawowa, siedziba OSP Potok Wielki, a w jej zachodniej części przystanek kolejowy Potok oraz Rolnicza Spółdzielnia Produkcyjna powstała na bazie dawnego PGR.
Część wsi należy do parafii pw. św. Prokopa w Krzcięcicach, a część do parafii pw. św. Maksymiliana w Skroniowie.
Z miejscowości wywodzi się magnacki ród Potockich, herbu Piława.
We wsi urodził się Zygmunt Kubat, major Wojska Polskiego.

## Integralne części wsi
| SIMC    | Nazwa        | Rodzaj    |
| ------- | ------------ | --------- |
| 0240690 | Dziadówki    | kolonia   |
| 0240661 | Kargów       | część wsi |
| 0240709 | Las          | kolonia   |
| 0240715 | Maciejówka   | kolonia   |
| 0240721 | Potok        | osada     |
| 0240678 | Rosochatka   | część wsi |
| 0240684 | Tomaszówka   | część wsi |
| 0240738 | Zabrzezinie  | kolonia   |
| 0240744 | Zwierciadłki | kolonia   |